# TVP Katowice
TVP Katowice ist eine regionale Niederlassung der Telewizja Polska für die Woiwodschaft Schlesien, die an alle Programmen der TVP regionale Beiträge liefert. Sie hat ihren Hauptsitz in Kattowitz und zwei Regionalstudios in Częstochowa und Bielsko-Biała.

## FensterprogrammTVP3 Katowice
TVP3 Katowice ist ein regionales Programmfenster, das auf TVP3 ausgestrahlt wird. TVP3 Katowice startete am 3. Dezember 1957 als Telewizja Katowice mit den Worten „Tu Telewizja Katowice“ („Hier ist das Fernsehen Katowice“). Seit dem Start von TVP3 Opole im Jahr 2005 sendet TVP3 Katowice ausschließlich für die Woiwodschaft Schlesien.
Bis zum 31. August 2013 wurden die Regionalfenster der 16 regionalen Sender auf TVP Info ausgestrahlt. Seit dem 1. September werden diese 18 Stunden lang auf dem Sender TVP3 ausgestrahlt.
Über aktuelle Ereignisse in der Region berichtet die Nachrichtensendung Aktualności (dt. Nachrichten).

Logo bis zum 31. August 2013
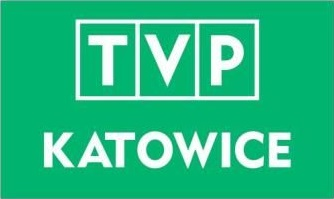
Logo bis zum 1. September 2013
Aktuelles Logo seit 2016